# Pantotheenzuur
Pantotheenzuur of vitamine B5 is een vitamine uit de groep vitamine B en komt in bijna alle voedingsmiddelen voor. Pantotheenzuur is stabiel onder normale condities, maar kan bij hoge vochtigheid en blootstelling aan zuurstof afgebroken worden.

## Functie
In het lichaam maakt het deel uit van coenzym A en speelt daarmee een cruciale rol in het metabolisme van koolhydraten en vetten.
Ook is pantotheenzuur betrokken bij de synthese van vetten en cholesterol. Het maakt bij de synthese van vetzuren deel uit van het acylcarrierproteïne-domein van het vetzuursynthasesysteem.

## Voorkomen
Het komt vrij algemeen voor in verschillende plantaardige en dierlijke producten. Veel komt het voor in eiwit, volkoren producten, noten, rijst, vruchten, groente, melk en biergist.

## Gevolgen van een tekort
Vitamine B5 komt voor in vlees, vis, aardappelen, melk(producten), groente en fruit. Omdat de vitamine B5 in zoveel verschillende voedingsmiddelen voorkomt treedt een tekort bijna nooit op. Indien er zich toch een tekort aan vitamine B5 voordoet, dan is er vaak ook aan andere vitamines uit de B-groep een tekort. Dit kan leiden tot moeheid, slaapproblemen, depressies, ongevoelige of pijnlijke spieren, haarverlies, immuunzwakte en buikpijn. Ook een brandend gevoel in de voeten en degeneratie van de centrale gezichtszenuw worden gemeld.

## Gevolgen van overdosering
Maandenlange inname van duidelijk meer dan 10 g per dag ( meer dan het 1000-voudige van de aanbevolen dagelijkse hoeveelheid), kan leiden tot lichte darmstoringen.

## Geschiedenis
Pantotheenzuur werd in 1931 ontdekt.